# Kino Sztuka w Krakowie

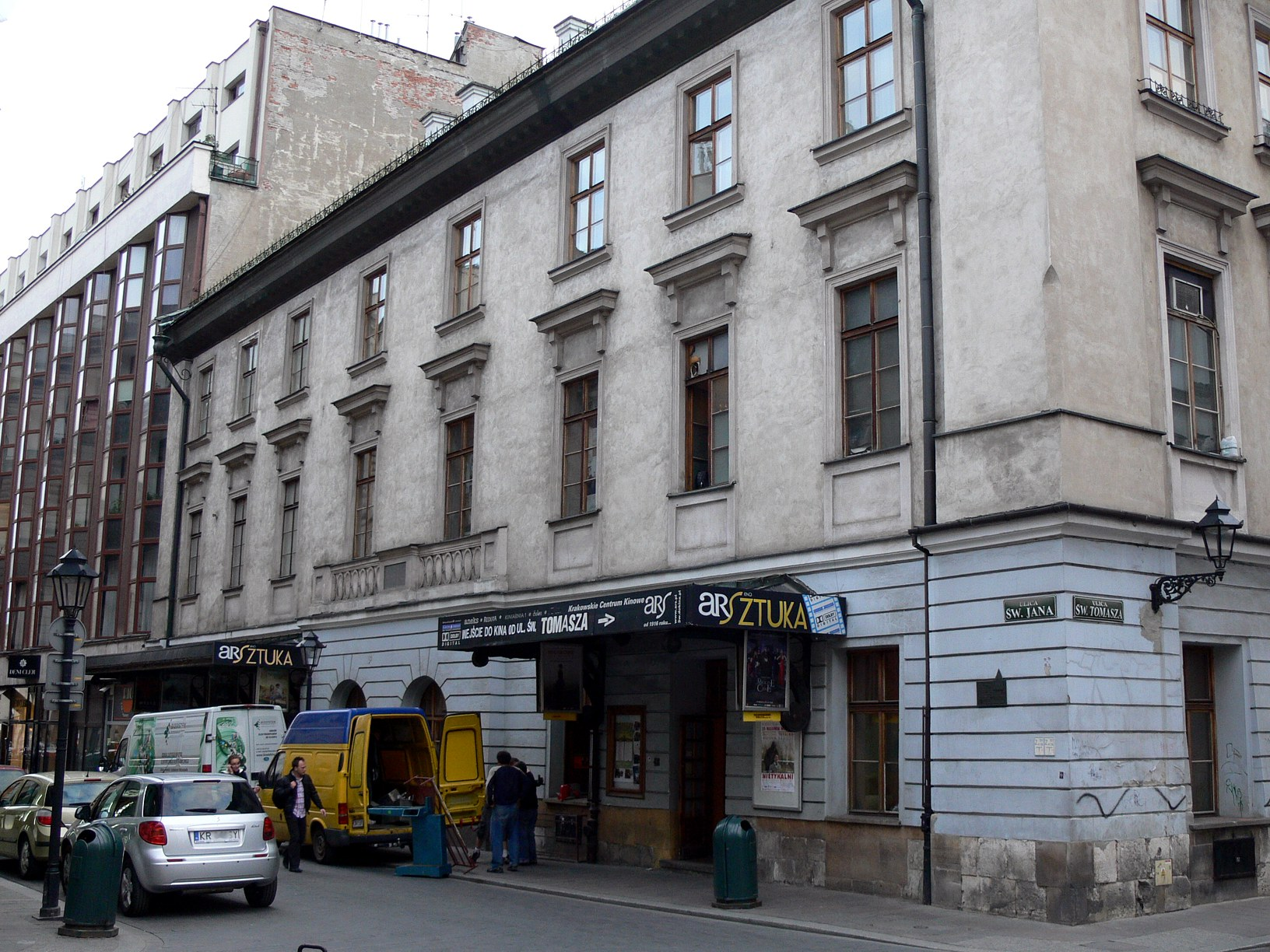
Krakowskie Centrum Kinowe ARS w 2012

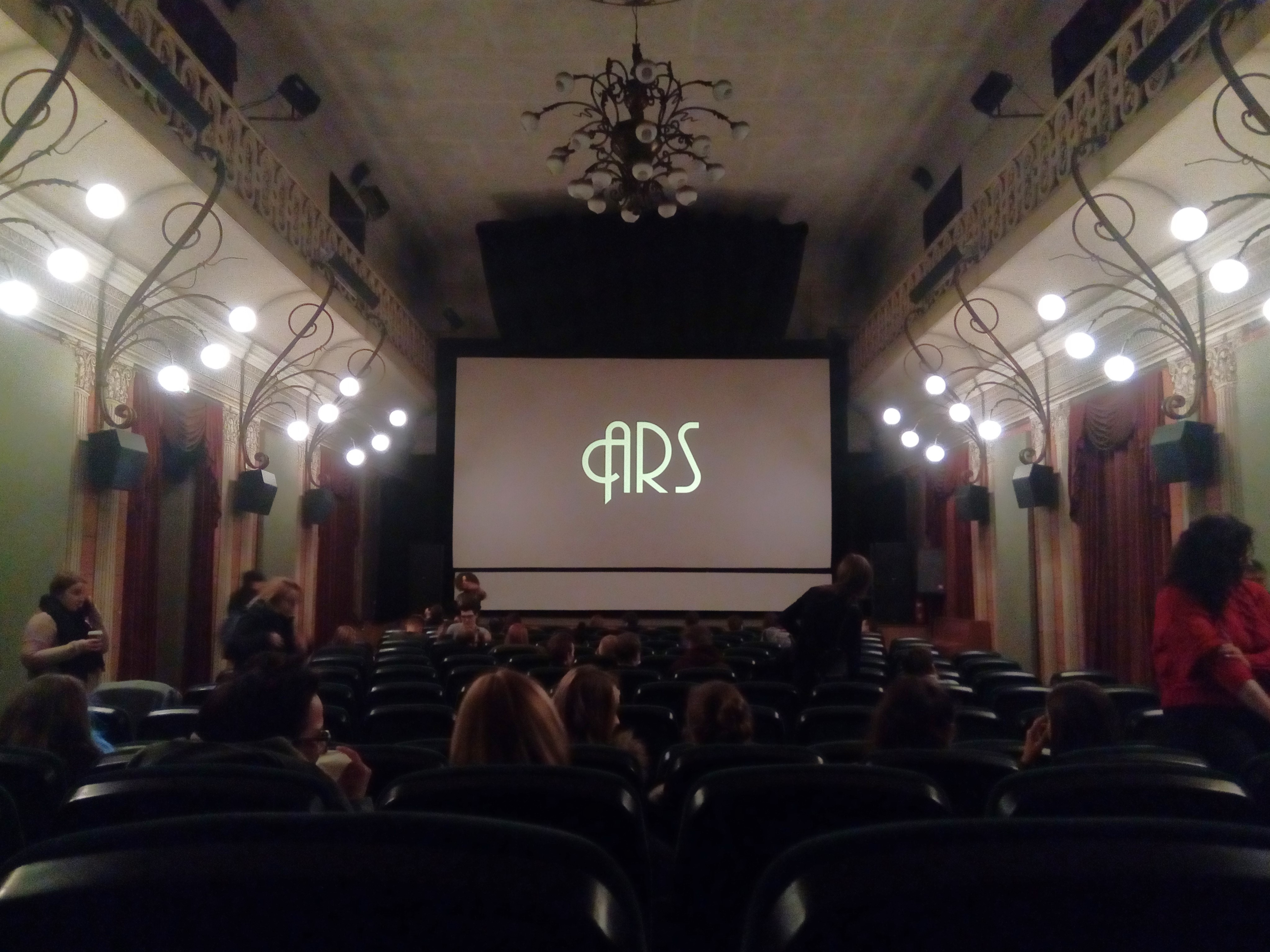
Logo ARS na ekranie w sali Reduta (2018)

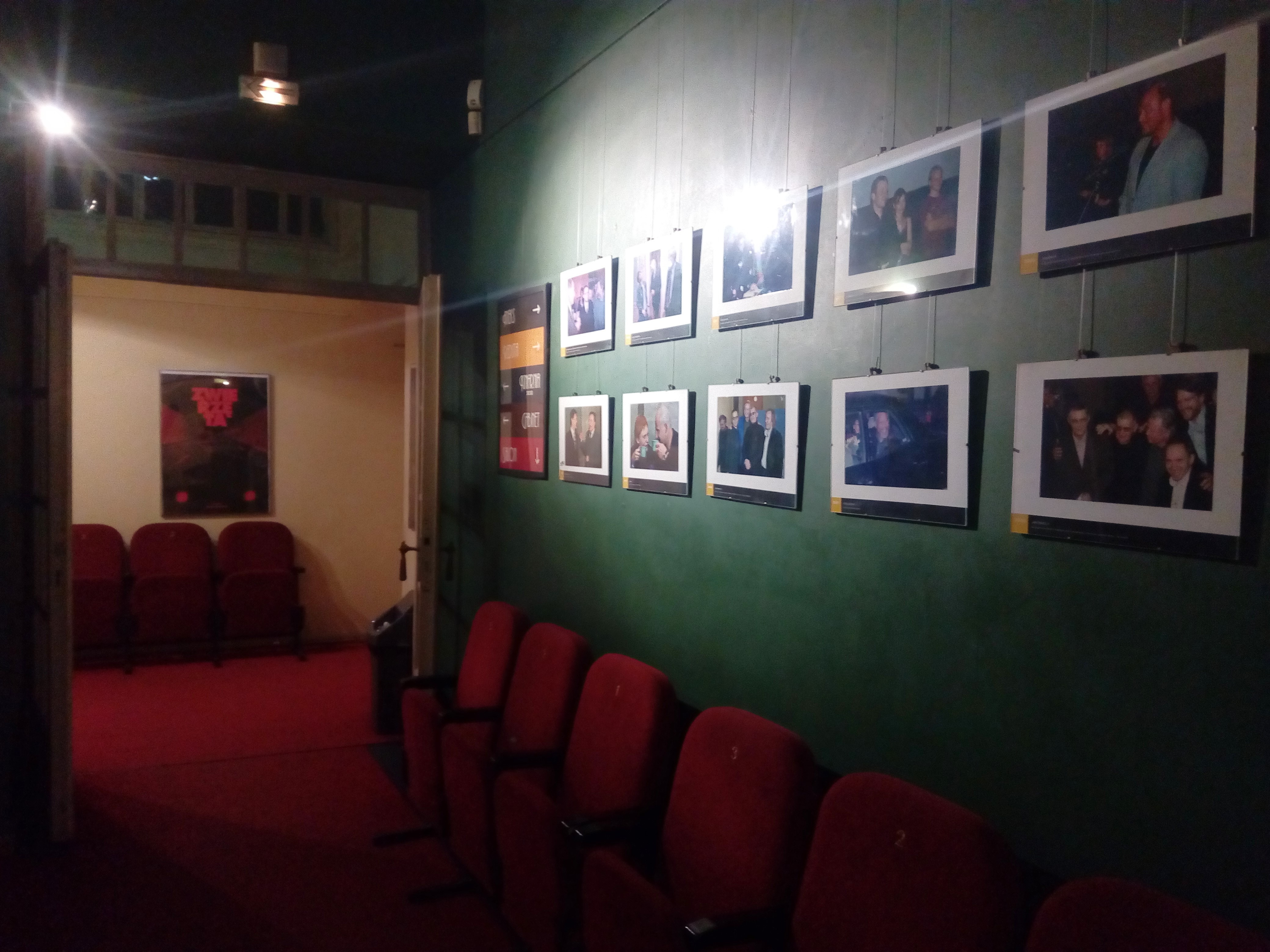
Wnętrze kina (2018)

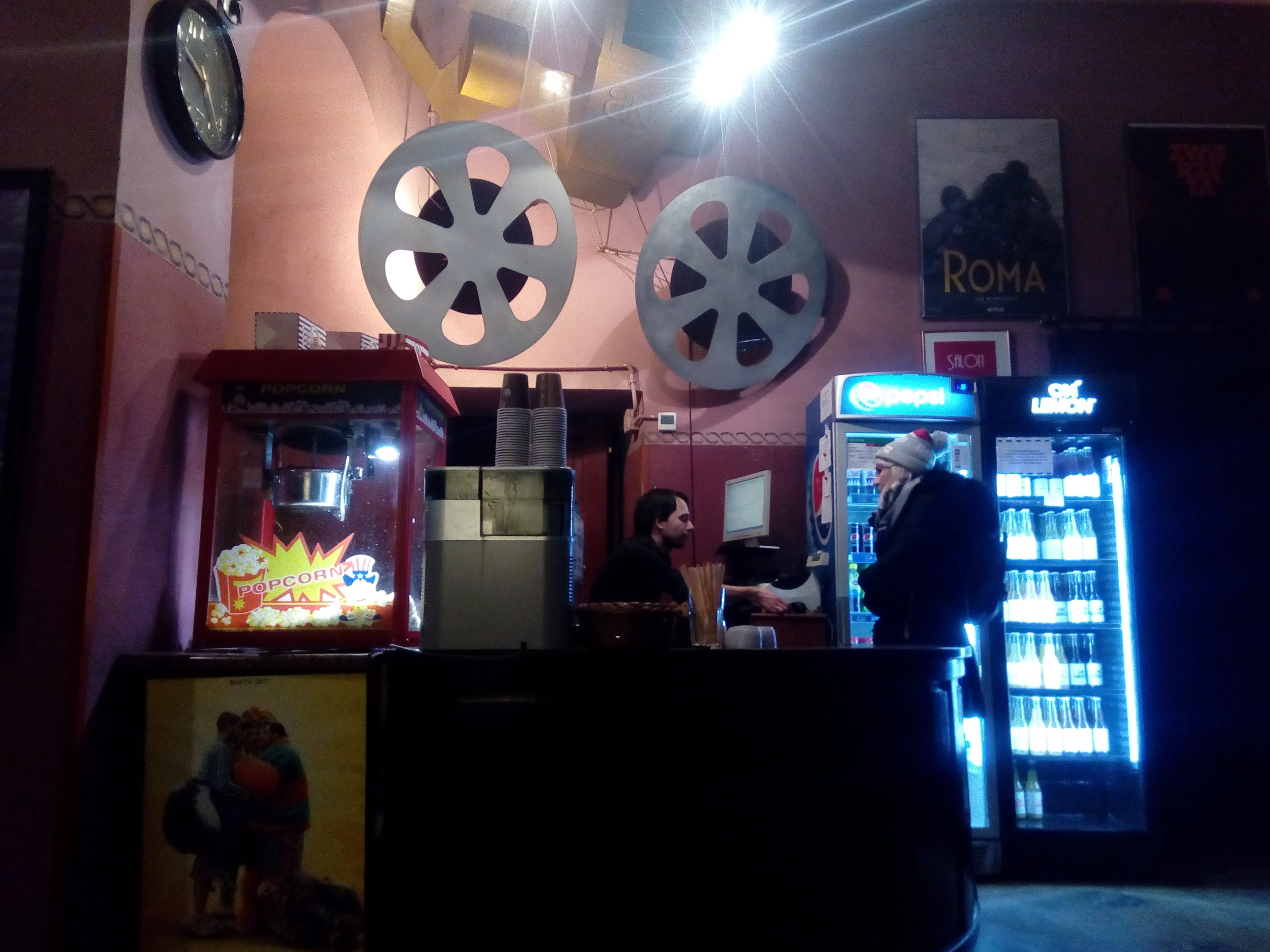
Wnętrze kina – kasa i bufet (2018)

Kino Sztuka – kino istniejące od 1916 roku, znajdujące się przy ul. św. Jana 6 w Krakowie. Następnie w tym miejscu działało Krakowskie Centrum Kinowe ARS z wejściem od ul. św. Tomasza, w skład którego wchodziło m.in. dawne kino „Sztuka” (do 7 maja 2012 roku jedna z kilku sal kinowych w ARS-ie) – najstarsze działające kino w Krakowie. Zakończyło działalność 1 stycznia 2019.

## Historia
Kino rozpoczęło swoją działalność 26 października 1916 roku. Liczyło około 400 miejsc. Wejście do kina znajdowało się od ul. św. Tomasza, wyjścia od ul. św. Jana.
Pierwsza prasowa wzmianka na temat kina „Sztuka” pojawiła się w krakowskim „Czasie” 13 grudnia 1916 roku – była to informacja, że kinoteatr ofiarował na rzecz Komitetu gwiazdkowego dla Legionistów połowę dochodu brutto z przedstawienia w dniu 14 grudnia.

### Okres przedwojenny
W lutym 1929 roku w „Sztuce” jako drugim kinie w Krakowie zainstalowano „rozgłośniki” i rozpoczęto wyświetlanie filmów dźwiękowych.
23 października 1932 roku w kinie wyświetlono eksperymentalny film László Moholy-Nagya Światła i cienie, U wrót śmierci Josefa von Sternberga, jeden akt Gabinetu doktora Caligari Roberta Wiene. Słowo wstępne przed seansem wygłosił działacz Studia Polskiej Awangardy Filmowej (SPAF) Witold Zechenter. 3 czerwca 1933 roku odbył się pokaz polskich filmów awangardowych – słowo wstępne wygłosił Jalu Kurek, wyświetlono także jego eksperymentalny film OR (Obliczenia rytmiczne), a także Europę Stefana i Franciszki Themersonów. W 1934 roku Jalu Kurek zaprezentował osiągnięcia awangardy czechosłowackiej i angielskiej. Zaprezentowano dorobek m.in. Karela Plicki, Martina Friča, Otakara Vávry oraz dokumentalistów: Basila Wrighta, Harry’ego Watta, Alberta Cavalcantiego, eksperymentatora László Moholy-Nagya i animatora Lena Lye.

### Okres wojny
Kino uruchomiono w drugiej połowie września 1939 roku. Było premierowym kinem dla publiczności polskiej. Po przeprowadzonym remoncie (od stycznia do września 1940) stało się kinem powtórkowym. Grano wówczas głównie filmy niemieckie, a także polskie, austriackie, amerykańskie, hiszpańskie i włoskie. Kino było czynne do 17 stycznia 1945 roku – miało wówczas w repertuarze Tragedię jednej miłości.

### Okres powojenny
Po wyzwoleniu wznowiło działalność pod koniec stycznia 1945 roku. Na mocy dekretu z 13 listopada 1945 roku o utworzeniu Przedsiębiorstwa Państwowego „Film Polski” zlikwidowano prywatną własność kin. W 1963 roku placówka zmieniła nazwę na Kino Studyjne „Sztuka”. Na ekranie gościło wiele cykli tematycznych: Adaptacje literackie na ekranie, Amerykański film muzyczny, Kobieta w oczach polskich filmowców i inne. Wydawano miesięczny program kina w nakładzie 4 tysięcy egzemplarzy, zawierający omówienia filmów i artykuły problemowe. W latach 1967–1969 odbywały się prezentacje filmów archiwalnych (cykl Wieczory dla znawców). Przez kilka lat działał Dyskusyjny Klub Filmowy X Muza. Od 1975 roku kino działało jako filia kina Filmoteki Narodowej w Warszawie Iluzjon. Na ostatnim seansie 31 marca 1980 wyświetlono Golema Piotra Szulkina.
Kino zostało zamknięte w roku 1980 i rozpoczęto remont generalny. Nie wznowiono wówczas działalności, a w 1989 roku budynek odzyskali prywatni właściciele.

## Współczesność

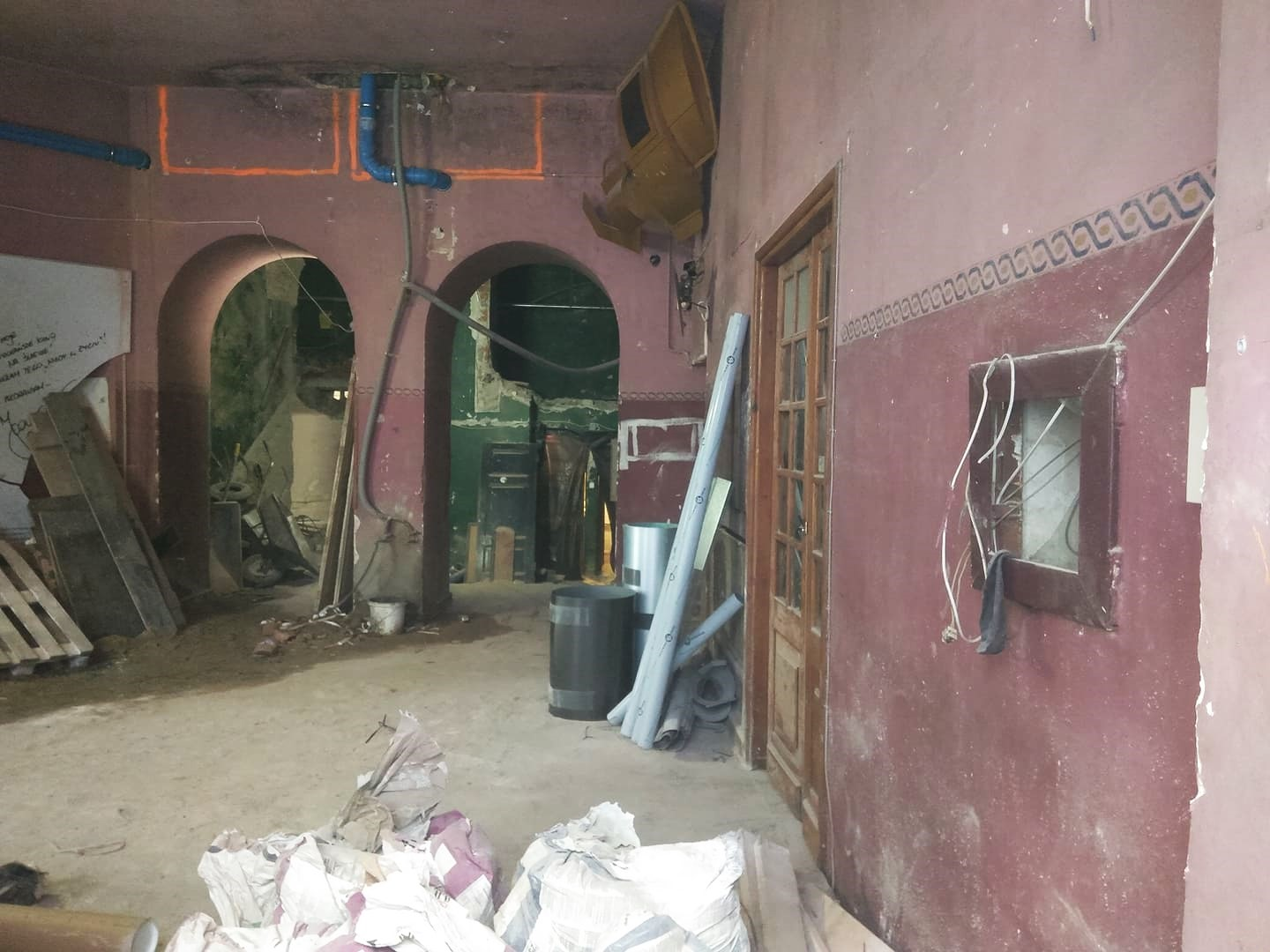
Wnętrze dawnego kina podczas przebudowy na hotel (2021)

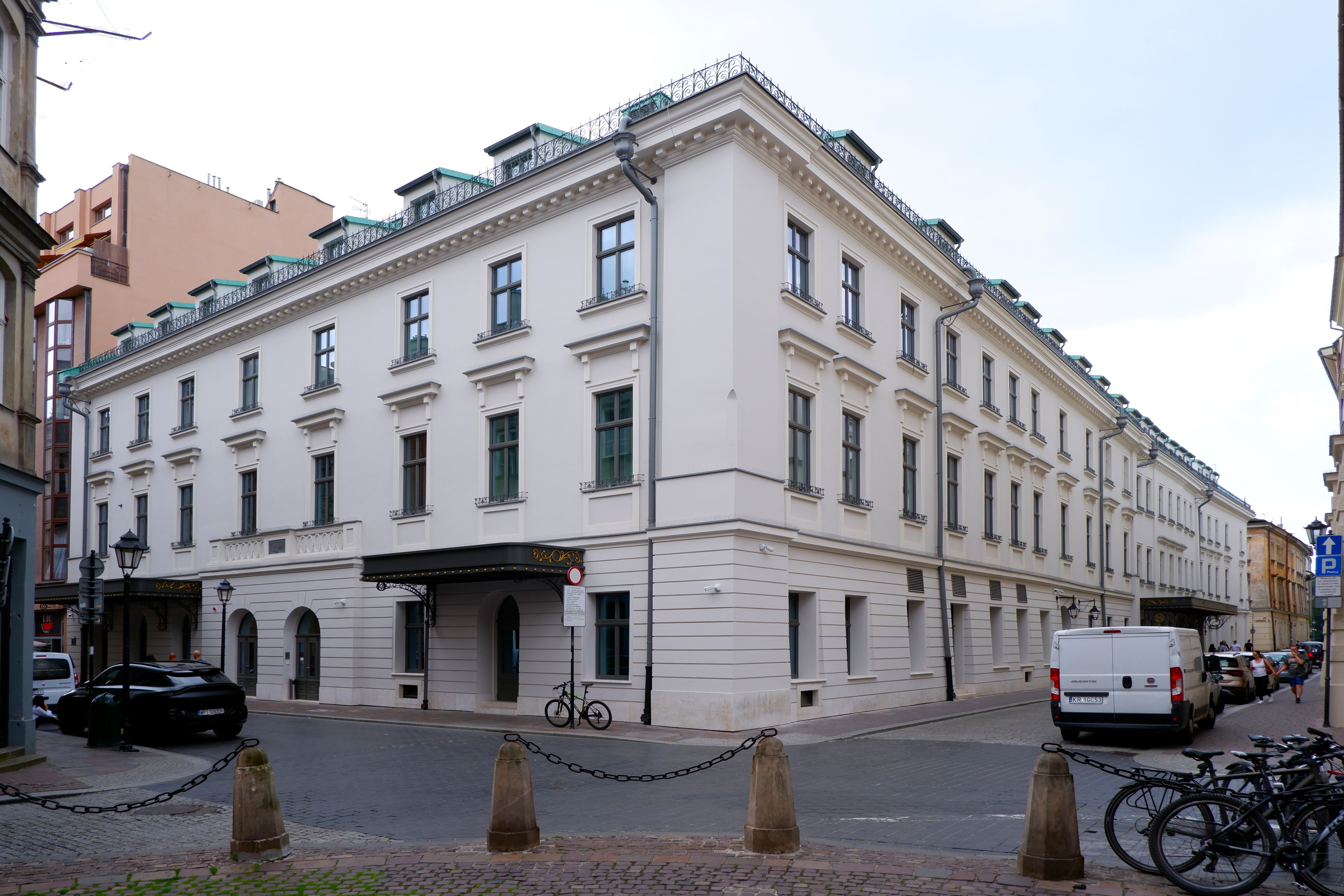
Siedziba kina po przebudowie na hotel (2022)

Kino wznowiło działalność 18 sierpnia 1995 roku. Jako Krakowskie Centrum Kinowe ARS posiadało następujące sale kinowe:
- Gabinet – najnowsza sala, działająca od 19.11.2011 roku[7], 32 miejsca,
- Kiniarnia – 30 miejsc,
- Salon – 20 miejsc,
- Aneks – działa od 1997 roku, 50 miejsc,
- Reduta – kinoteatr (w tzw. sali Saskiej), działa od 1997 roku, 171 miejsc,

do 7 maja 2012 roku działała również
- Sztuka – sala działająca od 1916 roku, miała 237 miejsc.

Wyświetla repertuar studyjny, posiada umowy z sieciami Europa Cinemas w Paryżu i Siecią Kin Studyjnych w Warszawie. Od 1995 roku organizuje Tajemnicze pokazy specjalne – pokazywany film zawsze jest przedpremierowy i zawsze jest niespodzianką, widzowie nie znają wcześniej tytułu filmu. Do 7 grudnia 2012 roku odbyło się 798 Tajemniczych pokazów specjalnych.
30 kwietnia 2012 roku kino miało przestać istnieć, gdyż kończyła się umowa najmu lokalu, która nie miała być przedłużona. Powodem było dwukrotne podniesienie czynszu przez właścicieli budynku. Swój głos w obronie zamykanego kina wyraził m.in. James Hopkin z „The Guardian”.
Ostateczna decyzja odnośnie do przyszłości kina została podjęta 7 maja 2012 roku, do tego czasu kino funkcjonowało normalnie.
Po negocjacjach osiągnięto kompromis – ARS pozostało przy ul. św. Jana 6, ale z wejściem od ul. św. Tomasza i bez sali „Sztuka”. Kino funkcjonowało na pięciu salach mających nieco ponad 300 miejsc. Sala „Sztuki” na parterze trafiła w ręce innego niż ARS najemcy.
Piotr Lenar (autor zdjęć m.in. do filmów Jana Jakuba Kolskiego) zamierzał nakręcić film dokumentalny o kinie „ARS” – „W starym kinie”. Premiera planowana była na jesień 2012 roku. Jako goście mieli wystąpić filmowcy i ludzie związani z ARS-em, m.in. Krzysztof Globisz, Andrzej Wajda, Krzysztof Krauze, Jan Jakub Kolski, Krzysztof Jasiński i Zygmunt Konieczny.
Krakowskie Centrum Kinowe ARS działało w dotychczasowej siedzibie do końca 2018 r. Planowane wznowienie działalności w innej lokalizacji nie nastąpiło.